# بوشنغ ديزيز
بوشنغ ديزيز أو بوشنج ديزيز هو مسلسل تلفزيوني أمريكي تم إنشاؤها بواسطة براين فولر الذي بثت على هيئة الإذاعة الأمريكية من 3 أكتوبر 2007 إلى 13 يونيو 2009. يوصف بأنه «قصة خيالية الطب الشرعي».

## الرواية
بوشنغ ديزيز يدور حول حياة نيد، صانع فطائر موهوب لديه القدرة الغامضة على جلب أشياء قد فارقت الحياة إلى العيش مجددا من خلال لمسه لهم. هناك بعض الشروط لهذه الموهبة غير عادية إلى حد ما. نيد يتعلم بسرعة أنه إذا تم إحياؤها لأكثر من دقيقة واحدة بالضبط، شيء مماثل لقيمة الحياة في المحيط يسقط ميتا، كشكل من أشكال التوازن. بالإضافة إلى ذلك، إذا يمس شخص أو شيء ليعيش للمرة الثانية، انها تقع مرة أخرى ميتة، وهذه المرة بشكل دائم.
نيد يكتشف موهبته وهو طفل من إحياء كلب، ديغبي، بعد أن ضرب الكلب بواسطة شاحنة. انه يجلب في وقت لاحق أمه من الموتى عندما تموت من تمدد الأوعية الدموية. في القيام بذلك، انه يتسبب بطريق غير معتمدة في وفاة والد حبيبة طفولته، تشارلز «تشاك» شارلوت، كالثمن من حفظ والدته على قيد الحياة. والأسوأ من ذلك، أم نيد تموت بشكل دائم عندما تمنحه قبلة قبل النوم (وهي الطريقة التي يتعلم أثر اللمسة الثانية).
في طفولتهم، انفصلوا نيد وتشاك بعد مجيئ عمات تشاك، فيفيان وليلي، وأنتقالهم في اتخاذ دور والديه، في حين يتم أنتقال نيد من قبل والده إلى المدرسة الداخلية وحيدة.
نيد ورث مواهب والدته لالخبز، ونيد يصبح صانع فطائر يملك مطعما يسمى «ذا باي هول»، الذي يديره مع مساعدة من نادلة أوليف سنوك (كريستين تشينوويث). المطعم كان فشل ماليا عندما المحقق الخاص ايمرسون كود (تشي مأكبرايد) يكتشف بالصدفة هدية نيد ويعرض عليه اقتراحا: سوف يجلب نيد مؤقتا ضحايا جرائم القتل إلى الحياة، ويسماح لايمرسون للاستفسار عن ظروف مقتلهم، حل القضية بسرعة وتقسيم الأموال المكافأة معه.
المخطط ينجح حتى يعلم أن تشاكقد قتلت، حيث نيد لم يراها منذ الطفولة، في هجوم على سفينة. عندما يتم شحن الجثة إلى الوطن، نيديمنح لها الحياة، ولكن لا يمكن أن يسمح نفسه من مسها مرة ثانية. ضد الحكم الأفضل له، نيد يسمح لها أن تعيش، واكن مدير بيت الجنازة يسقط ميت في مكانها. نيد وتشاك يقعا في الحب مرة أخرى ويجلبها إلى منزله لتعيش معه في ظل الظروف الفريدة التي لن تكون قادرة على مسه فيها. تشاك ممتنة بشكل غير عادي لدى استقبالها فرصة ثانية في الحياة، وعلى هذا النحو فإنها تبدأ بالأحساس بالحياة كمورد ثمين حقا، ونيد شاهدا على سعادة ومرح جميلته، ويبدأ في الخروج من قوقعة وحدته. تشاك تنضم لنيد وايمرسون للتحقيق في الوفيات مقابل مكافأت المال، تبداء من تعقب قاتلها. وعلى الرغم من استنكار ايمرسون عن «فتاة ميتة»، كما يسمح في كثير من الأحيان لتشاك المساعدة عند الضرورة. حيكايات أخرى تشمل البحث لايمرسون لابنته في عداد المفقودين، بعد أن اقتيدت بعيدا مع أمها، وهي مخادعة. وخلال المسلسل يعمل على تأليف كتاب منبثق يسمى «ليل غامشو» على أمل أن يتم نشره وابنته قراءه الكتاب تعثور على طريق عودتها إليه.

## روابط خارجية
- بوشنغ ديزيز على موقع IMDb (الإنجليزية)
- بوشنغ ديزيز على موقع ميتاكريتيك (الإنجليزية)
- بوشنغ ديزيز على موقع روتن توميتوز (الإنجليزية)
- بوشنغ ديزيز على موقع كينوبويسك (الروسية)
- بوشنغ ديزيز على موقع ألو سيني (الفرنسية)
- بوشنغ ديزيز على موقع قاعدة بيانات الفيلم (الإنجليزية)